# Paolo Baccio
Paolo Baccio (Avola, 23 september 1997) is een Italiaans wielrenner.

## Carrière
In 2016 werd Baccio vierde in het door Filippo Ganna gewonnen nationale kampioenschap tijdrijden voor beloften. Een jaar later won wel, voor Edoardo Affini en Giovanni Carboni.
In april 2018 won Baccio de Trofeo Piva, voor Robert Stannard en Jake Stewart.

## Overwinningen
2017
 Italiaans kampioen tijdrijden, Beloften
2018
Trofeo Piva